# Meilhac
Meilhac – miejscowość i gmina we Francji, w regionie Nowa Akwitania, w departamencie Haute-Vienne.
Według danych na rok 1990 gminę zamieszkiwało 251 osób, a gęstość zaludnienia wynosiła 17 osób/km² (wśród 747 gmin Limousin Meilhac plasuje się na 390. miejscu pod względem liczby ludności, natomiast pod względem powierzchni na miejscu 449.).

## Populacja

Populacja Meilhac w latach 1962–2008